# هنري جي. باتلر
هنري جي. باتلر هو سياسي كندي، ولد في 1769، وتوفي في 2 سبتمبر 1847.